# Alana Dante
Alana Dante (echte naam: Christel Hoogewijs) (1 december 1969) is een Vlaamse zangeres.

## Biografie
Op twaalfjarige leeftijd ging Alana Dante naar de muziekacademie waar ze zanglessen nam en viool leerde spelen. Wanneer ze afgestudeerd was, begon ze op te treden in karaokebars, waar ze door de Belgische danceproducer Peter Neefs ontdekt werd. De eerste single die ze samen uitbrachten was een dansversie van de hit 'Think twice' van Céline Dion in 1995. In het buitenland had dit nummer veel succes, maar in België was er geen interesse. Ook haar volgende singles waren succesvol in de Verenigde Staten, Duitsland, Oostenrijk en India, maar niet in België. In 1997 kwam echter de grote doorbraak in België met het nummer 'Take me for a ride', waarmee ze talloze prijzen won. Ook de opvolgers kenden in België veel succes, zodat de tweede full-cd 'Disco-suppa-girl' het heel goed deed bij de fans. In 1999 nam Alana deel aan Eurosong met het nummer 'Get ready for the sunsand'. Ze won de derde voorronde met haar toen nog omstreden 'machine'tje'. Het jaar daarna wonnen de Olsen Brothers met dezelfde machine wel het songfestival met het nummer 'Fly on the wings of love'. De inzending van Alana kreeg onvoldoende punten om door te mogen naar Jeruzalem, maar werd wel een hit.

Daarna volgde 'Saturday baby', een iets of wat ander nummer van Alana. Ook voor latere singles zoals 'Star for a night', 'Disco' en 'Back in the summer' bleef het succes in Vlaanderen uit.
Nadien werd Alana veel gevraagd in televisieshows in het buitenland, zoals de Plannet-Inn Show, waar ze te gast was met een aantal wereldsterren. Vanaf 2000 werd het betrekkelijk stil rond Alana Dante. Ze dook nog wel op in televisieprogramma's zoals De Notenclub, Bibabeloela en Het Swingpaleis. Eind 2000 gaf ze een aantal kerstconcerten in Vlaamse kerken met gospelnummers. Nadien nam ze ook deel aan de BV-versie van het populaire televisieprogramma Big Brother. In 2003 en 2004 werden diverse singles uitgebracht in het buitenland, maar niet in België.
Eind 2004 volgde een reeks gastoptredens bij de Belgische rockgroep The Romantics, waarna Alana besliste een eigen rock-'n-rollband en -show op te richten.
Alana Dante is na haar piekjaren in de jaren 90 steeds blijven zingen en optreden.

## Privé
Reeds op haar 18 jaar werd Alana Dante moeder van een dochter. Begin 2010 werd ze grootmoeder van een kleindochter.

## Discografie

### Albums
- 1997: Breaking Out
- 1998: Disco Suppa Girl
- 2007: "As time goes by"

#### Hitnoteringen
| Album met hitnotering(en) in de Vlaamse Ultratop 200 albums | Datum van verschijnen | Datum van binnenkomst | Hoogste positie | Aantal weken | Opmerkingen |
| ----------------------------------------------------------- | --------------------- | --------------------- | --------------- | ------------ | ----------- |
| Disco-Suppa-Girl                                            |                       | 10-04-1999            | 45              | 1            |             |

### Singles
- 1996: Think Twice
- 1997: Attention To Me
- 1997: Back Where We Belong
- 1997: Take Me For A Ride
- 1998: The Life Of The Party
- 1998: Disco-Suppa-Girl
- 1999: Land Of Eternal Love
- 1999: Get Ready For The Sunsand - Vakantie
- 1999: Saturday Baby
- 1999: Give You Up
- 2000: Star For A Night
- 2000: Back In The Summer
- 2001: Never Can Say Goodbye
- 2005: Disco

#### Hitnoteringen
| Single met hitnotering(en) in de Vlaamse Ultratop 50 | Datum van verschijnen | Datum van binnenkomst | Hoogste positie | Aantal weken | Opmerkingen |
| ---------------------------------------------------- | --------------------- | --------------------- | --------------- | ------------ | ----------- |
| Back In The Summer                                   | 2000                  | 05-08-2000            | tip 9           |              |             |
| Disco-Suppa-Girl                                     | 1998                  | 10-10-1998            | 27              | 8            |             |
| Get Ready For The Sunsand                            | 1999                  | 27-03-1999            | 18              | 10           |             |
| Give You Up                                          | 1999                  | 27-11-1999            | tip 5           |              |             |
| Land Of Eternal Love                                 | 1999                  | 30-01-1999            | 35              | 3            |             |
| Saturday Baby                                        | 1999                  | 03-07-1999            | tip 2           |              |             |
| Star For A Night                                     | 2000                  | 27-05-2000            | tip 4           |              |             |
| Take Me For A Ride                                   | 1997                  | 24-01-1998            | 12              | 13           |             |
| The Life Of The Party                                | 1998                  | 30-05-1998            | 10              | 16           |             |

- International Standard Name Identifier: 0000 0003 7234 9175
- Nationale Bibliotheek van Letland: 000094045
- MusicBrainz: 934f6108-364e-4640-909d-1a18594da1d3
- Virtual International Authority File: 305130583
- WorldCat: E39PBJkTc4xWRCBYh4xtBfRtKd